# أرناو بيوغمال
أرناو بيوغمال (مواليد 10 يناير 2001) هو لاعب كرة قدم إسباني يلعب في مركز خط الوسط في نادي ألميريا.

## روابط خارجية
- أرناو بيوغمال على موقع قاعدة بيانات كرة القدم.إي يو (الإنجليزية)
- أرناو بيوغمال على موقع Soccerway.com (الإنجليزية)
- أرناو بيوغمال على موقع عالم كرة القدم.نت (الإنجليزية)